# Блан, Доминик
Доминик Блан (фр. Dominique Blanc; род. 25 апреля 1956[…], 7-й округ Лиона, Рона, Франция) — французская актриса. Номинировалась девять раз на премию «Сезар» и награждалась ею четырежды, кроме того, стала — в 2008 году — лауреатом Кубка Вольпи. Доминик Блан является характерной актрисой.

## Биография
Родилась 25 апреля 1956 года в Лионе (Франция). После окончания курсов Флоран и Консерватории она попадает в труппу Патриса Шеро, который ставит классические произведения Антона Чехова и Генрика Ибсена. Известность её принесло сотрудничество с такими французскими режиссёрами, как Режис Варнье, Луи Маль, Клод Соте, Джеймс Айвори и с тем же Патрисом Шеро.

## Фильмография
| Год  |    | Русское название                   | Оригинальное название                | Роль                |
| ---- | -- | ---------------------------------- | ------------------------------------ | ------------------- |
| 2011 | ф  | В поисках утраченного времени      | À la recherche du temps perdu        | мадам Вердюрен      |
| 2010 | мф | Кошачья жизнь                      | Une vie de chat                      | Джинн               |
| 2010 | ф  | Другой Дюма                        | L'Autre Dumas                        |                     |
| 2009 | ф  | Впоследствии                       | Plus tard tu comprendras             | Таня                |
| 2008 | ф  | Другая                             | L'Autre                              | Анн-Мари            |
| 2008 | ф  | В связи с прекращением работы      | Par suite d'un arrêt de travail      | Фабьен              |
| 2008 | ф  | Капитан Ахав                       | Capitaine Achab                      | Анна                |
| 2005 | ф  | При всем моем к вам уважении       | Sauf le respect que je vous dois     | Фабьен Годе         |
| 2005 | ф  | Искусство красиво расставаться     | Un fil à la patte                    |                     |
| 2002 | ф  | Вам букет!                         | C'est le bouquet !                   | Эдит                |
| 2001 | ф  | Молоко человеческой нежности       | fr:Le Lait de la tendresse humaine   | Клэр                |
| 2000 | ф  | Актеры                             | Les acteurs                          | жена Мишеля Пикколи |
| 1998 | ф  | Дочь солдата никогда не плачет     | A Soldier's Daughter Never Cries     | Кандида             |
| 1998 | ф  | Те, кто меня любит, поедут поездом | Ceux qui m'aiment prendront le train | Катерина            |
| 1996 | ф  | Путь короля                        | L'allée du roi                       | Франсуаза д’Обинье  |
| 1995 | ф  | Полное затмение                    | Rimbaud Verlaine                     | Изабель Рембо       |
| 1994 | ф  | Королева Марго                     | La Reine Margot                      | Генриетта Клевская  |
| 1993 | ф  | Нужно ли любить Матильду?          | Faut-il aimer Mathilde?              | Матильда            |
| 1991 | ф  | Обмен                              | L'Affût                              | Изабель             |
| 1991 | ф  | Индокитай                          | Indochine                            | Иветт               |
| 1990 | ф  | Радости любви                      | Plaisir d'amour                      | Кло                 |
| 1989 | ф  | Милу в мае                         | Milou en mai                         | Клэр                |
| 1989 | ф  | Наталия                            | Natalia                              | Жаклин Леру         |
| 1989 | ф  | Я был хозяином замка               | Je suis le seigneur du château       | мадам Вемет         |
| 1988 | ф  | Женское дело                       | Une affaire de femmes                | Жасмин              |
| 1988 | ф  | Несколько дней со мной             | Quelques jours avec moi              | Жоржетта            |
| 1987 | ф  | Саванна                            | Savannah                             | Жанна               |
| 1986 | ф  | Женщина моей жизни                 | La Femme de ma vie de                | Сильвия             |

## Награды и номинации

### Награды
- 1991 — Премия Сезар за лучшую женскую роль второго плана
- 1993 — Премия Сезар за лучшую женскую роль второго плана
- 1999 — Премия Сезар за лучшую женскую роль второго плана
- 2001 — Премия Сезар за лучшую женскую роль
- 2008 — Кубок Вольпи за лучшую женскую роль

### Номинации
- 1987 — Премия «Сезар» самой многообещающей актрисе
- 1999 — Премия «Сезар» самой многообещающей актрисе
- 1995 — Премия «Сезар» за лучшую женскую роль второго плана
- 2003 — Премия «Сезар» за лучшую женскую роль второго плана
- 2011 — Премия «Сезар» за лучшую женскую роль